# Kirakuni/Together
「Kirakuni／Together」（キラクニ／トゥギャザー）は、Crystal Kayの通算19枚目のシングルである。

## 概要
- アルバム『Call me Miss...』の先行シングル。
- 初の両A面シングル。
- 「Kirakuni」は米国の人気プロデューサーJam & Lewis （ジャネット・ジャクソン、宇多田ヒカル）が担当。だから、「気楽に」「理解できない」の洒落な歌詞より全英語の曲。
- 「Together」はテレビ東京系2005年で放送されたトリノオリンピックのイメージソング。

## 収録曲
1. Kirakuni
  - 作詞・作曲：James Harris III・Terry Lewis・Crystal Kay
2. Together
  - 作詞：Aya Harukazu／作曲：Takuya Harada
  - テレビ東京トリノ2006テーマ・ソング
3. 恋におちたら kut Remix
  - 作詞：H.U.B.／作曲：坂詰美紗子／編曲：Shingo.S
4. Kirakuni instrumental